# 岩井均
岩井 均（いわい ひとし、1964年（昭和39年）1月25日 - ）は、日本の政治家。群馬県安中市長（1期）。過去には、群馬県議会議員（6期）、第89代群馬県議会議長などを務めた。

## 来歴
1964年、群馬県碓氷郡松井田町高梨子（現・安中市松井田町高梨子）に生まれる。1982年に群馬県立高崎高等学校を卒業、野球部に所属し選抜高等学校野球大会に出場。1986年筑波大学体育専門学群卒業、1988年筑波大学大学院修士課程修了。
1988年から10年間、中曽根康弘衆議院議員（元内閣総理大臣）の秘書を務め、1999年からは群馬県議会議員を6期務める（自由民主党所属）。2015年5月11日から1年間、第89代群馬県議会議長も務めた。
2021年11月15日、翌年4月の安中市長選挙への立候補を表明。2022年3月31日付で県議を辞職。4月17日の投開票の結果、自民党と公明党の推薦を受ける岩井が、現職の茂木英子を約1万票差の大差で破り、初当選した。